# Obsjtina Maritsa
obsjtina Maritsa (bulgariska: Община Марица) är en kommun i Bulgarien.   Den ligger i regionen Plovdiv, i den centrala delen av landet, 130 km öster om huvudstaden Sofia. Antalet invånare är 30 698. Arean är 343 kvadratkilometer.
Terrängen i obsjtina Maritsa är platt.
obsjtina Maritsa delas in i:
- Benkovski
- Vojvodinovo
- Vojsil
- Graf Ignatievo
- Dink
- Kalekovets
- Kostievo
- Krislovo
- Manole
- Manolsko Konare
- Radinovo
- Rogosj
- Skutare
- Stroevo
- Trilistnik
- Trud
- Tsaratsovo
- Jasno pole
- Zjeljazno

Trakten runt obsjtina Maritsa består till största delen av jordbruksmark. Runt obsjtina Maritsa är det ganska tätbefolkat, med 185 invånare per kvadratkilometer.